# راستي ريتشارت
راستي ريتشارت (بالإنجليزية: Dusty Rychart)‏ مواليد 11 أغسطس 1978، هو لاعب كرة سلة أسترالي بدأ مسيرته الاحترافية في سنة 2002. يبلغ طوله 6 قدم 7 بوصة (2.0 م).

## روابط خارجية
- راستي ريتشارت على موقع كلية كرة السلة في سبورتس رفرنس.كوم (الإنجليزية)
- راستي ريتشارت على موقع ريلجم (الإنجليزية)
- راستي ريتشارت على موقع بروبوليرز (الإنجليزية)